# Daniel Craig
Daniel Wroughton Craig (sinh ngày 2 tháng 3 năm 1968) là một diễn viên người Anh. Các bộ phim anh đã tham gia thủ vai có: The Power of One, A Kid in King Arthur's Court và một loạt phim truyền hình có tựa đề Sharpe's Eagle và The Young Indiana Jones Chronicles: Daredevils of the Desert.
Anh trở thành ngôi sao khi tham gia vai diễn trong phim Layer Cake và phim Lara Croft: Tomb Raider cùng với Angelina Jolie. Tuy nhiên, anh chỉ thực sự nổi bật khi tham gia phim Road to Perdition, trong đó anh thủ vai con trai của ông trùm mafia (do Paul Newman đóng) và diễn cùng Tom Hanks, Clive Owen - đều vào vai sát thủ.
Craig trở thành diễn viên thứ sáu trên thế giới thủ vai James Bond trong loạt phim 007. Anh bắt đầu loạt phim này với vai diễn trong bộ phim rất thành công sản xuất năm 2006 mang tựa đề Casino Royale, cuốn phim sau đó đã được đề cử giải BAFTA. Phim này đến 2008 đạt doanh số gộp 530 triệu USD trên toàn cầu và trở thành phim 007 có doanh số cao thứ hai sau Skyfall từ trước tới nay. Vai diễn 007 tiếp theo là trong bộ phim máu lửa thứ 22 về James Bond có tựa đề Quantum of Solace, phát hành ở Anh ngày 31 tháng 10 năm 2008 và ở Hoa Kỳ ngày 14 tháng 11 năm 2008, và phần 3 Skyfall.
Theo tạp chí Men's Vogue, Craig là diễn viên được trả giá cao nhất ở Anh, tính trong thời điểm năm 2008.

## Tiểu sử

### Thời thơ ấu
Daniel Craig đã được sinh ra tại Chester, Anh, con trai của Olivia (nee Williams), một giáo viên nghệ thuật, và John Timothy Wroughton Craig, - một thượng úy Hải quân và làm nhiều nghề cho đến khi ông nghỉ hưu. Ông là họ hàng của nhà văn trinh thám Joe Craig. Craig chuyển đến sống ở Wirral, Merseyside. Cha của Craig làm chủ 2 quán rượu "Ring 'O Bells" và " The Boot Inn".Craig và em trai là Adam học tại trường Hilbre High School và Calday Grange Grammar School ở West Kirby. Ông chơi cho câu lạc bộ dưới nước Hoylake.16 tuổi, Craig chuyển đến London và gia nhập vào nhà hát quốc gia.

### Những năm 1990
Craig học tại trường Nhạc Kịch Guildhall, tốt nghiệp 1991, và xuất hiện trong một số vai diễn nhỏ như
Sharpe's Eagle và trong một đoạn của vởThả con lừa chết năm 1993. Vai diễn chính đầu tiên trên màn ảnh là người đóng cùng với vai chính trong loạt phim Những người bạn của chúng ta ở phương Bắc năm 1996 trên Truyền hình BBC. Anh tiếp tục công việc này tại BBC với vai diễn về cuộc đời và sự nghiệp của Francis Bacon (một triết gia) năm 1997. Tình yêu là đau khổ: tìm hiểu chân dung của Francis Bacon, miêu tả người tình bị bỏ rơi của Bacon. Năm 1997 anh cũng xuất hiện trên truyền hình trong vở kịch kỳ bí "Ngôi nhà lạnh lẽo", phỏng theo tiểu thuyết của Minette Walters: The Ice House, mà trong đó Craig thủ vai Cảnh sát điều tra, Andy McLoughlin. Craig đóng một vai nhỏ là John Ballard trong phim Elizabeth vào năm 1998.
Tiếp theo là sự ra mắt với khán giả thế giới trong vai Lara Croft, tình địch (vừa là người yêu, vừa là đối thủ) của Angelina Jolie (nữ diễn viên nổi tiếng) trong phim "kẻ cắp ngôi mộ cổ" (Tomb Raider) (2001), anh tiếp tục công việc đóng phim ở Mỹ với đạo diễn Sam Mendes trong phim "Con đường diệt vong" (2002), cùng với Tom Hanks và Paul Newman. Craig thủ vai Connor Rooney, con trai ông trùm Mafia gốc Ai-len (ông trùm do Newman thủ vai) và là một tay sát thủ thâm hiểm, người ẩn đằng sau cái bóng của người cha trùm tổ chức tội ác. Các vai chính khác trong phim "Trận đấu danh dự" (Sword of Honour) (2001), "Người mẹ"(The Mother) (2003) đóng với nữ diễn viên Anne Reid Anne Reid (lớn tuổi), phim Sylvia (2003) đóng với Gwyneth Paltrow Gwyneth Paltrow (nữ diễn viên trẻ), trong phim Layer Cake (2004) đóng với nữ diễn viên trẻ Sienna Miller, phim Enduring Love (2004) đóng với Rhys Ifans (nam diễn viên), phim Munich của đạo diễn Steven Spielberg Munich (2005), và phim Infamous (2006).

### Vai diễn James Bond (2005–nay)
Vào ngày 23 tháng 10 năm 2005, Craig đã ký một bản hợp đồng đóng 5 phim với hãng EON Productions để đóng vai James Bond. Anh phát biểu rằng anh "hiểu rõ được các thách thức" về việc nhượng quyền thủ vai James Bond mà anh cho là "một bộ máy lớn" để "làm ra nhiều tiền". Anh cũng hướng đến trong việc đem đến "Chiều sâu cảm xúc" nhiều hơn cho nhân vật James Bond. Sinh vào năm 1968, Craig là nam diễn viên đầu tiên thủ vai James Bond mà anh lại được sinh ra sau khi một loạt phim về James Bond đã thực hiện rồi.
Mặc dù việc chọn Craig đóng vai Jamed Bond đã gây nhiều tranh cãi, nhưng đa số các nam diễn viên phát biểu rằng họ ủng hộ anh. Đáng chú ý nhất là, bốn trong số năm diễn viên chính đã từng thủ vai Bond trước đó — Pierce Brosnan, Timothy Dalton, Sean Connery, và Roger Moore — đề nghị anh ta đóng vai Bond là một quyết định đúng đắn. Clive Owen, người đã từng được đề cử để đóng vai Bond, cũng phát biểu bênh vực cho Craig.
Phim thứ nhất, Casino Royale, được chiếu đầu tiên vào ngày 14 tháng 11 năm 2006, và tổng doanh thu đạt được 594 triệu đô la, điều này đã làm cho bộ phim trở thành phim có doanh thu cao nhất từ trước đến giờ về Bond.
Sau khi phim được công chiếu, diễn xuất của Craig đã được đánh giá cao. Nhà phê bình Paul Arendt cho BBC Films (Bộ phận chuyên làm phim truyện của Hãng truyền hình BBC), cho Kim Newman của tạp chí Empire và cho Todd Carty của tạp chí Variety: Tất cả diễn xuất Craig có thể xem như là nam diễn viên đầu tiên diễn tả trung thực nhân vật James Bond đúng theo bản gốc trong tiểu thuyết của Ian Fleming: "khôi hài, cứng rắn, và lạnh lùng". Anh đã được đề cử giải BAFTA Award dành cho Nam diễn viên xuất sắc nhất vào tháng 1 năm 2006, và anh đã đoạt giải thưởng nam diễn viên xuất sắc nhất tại Evening Standard British Film Awards (Giải thưởng phim Anh quốc do tờ báo Evening Standard trao) vào ngày 2 tháng 2 năm 2007, kể cả giải dành những người đầu tiên đóng vai James Bond hay nhất.
Một bản tin được phát rộng rãi trên nhiều kênh tin tức và nhiều tờ báo rằng Craig đã bị mất hai cái răng lúc đang đóng phim trong một cảnh đánh nhau; Craig sau đó nói rằng đó chỉ là một cái chụp răng (mão răng) crown mà đã bị gãy ra. Nhà sản xuất Barbara Broccoli cũng từ chối về các lời đồn đại khác trong một cuộc phỏng vấn với tạp chí Variety.

### Đời tư của Craig
Vào năm 1992, Craig kết hôn với diễn viên người Scotland Fiona Loudon, và có một con gái tên Ella. Dù sao, hai người li dị vào năm 1994. Sau khi li dị, ông bắt đầu quan hệ với diễn viên người Đức Heike Makatsch trong vòng 7 năm. Sau đó, Daniel quan hệ với nhà sản xuất phim người Mỹ Satsuki Mitchell. Ông là fan hâm mộ của Liverpool FC.
Vào tháng 10 năm 2008, Craig đã mua một căn hộ giá 4 triệu đô gần Regent's Park, ở London. Năm 2011, Daniel kết hôn với nữ diễn viên Rachel Weisz.

## Danh sách phim
| Năm  | Phim                                                     | Vai diễn                               | Ghi chú                                                            |
| ---- | -------------------------------------------------------- | -------------------------------------- | ------------------------------------------------------------------ |
| 1992 | The Power of One                                         | Sgt. Botha, còn gọi là. The Judge      |                                                                    |
| 1993 | Sharpe's Eagle                                           | Lt. Berry                              | Kịch truyền hình                                                   |
| 1995 | A Kid in King Arthur's Court                             | Master Kane                            |                                                                    |
| 1996 | The Fortunes and Misfortunes of Moll Flanders            | James "Jemmy" Seagrave                 | Kịch truyền hình                                                   |
| 1996 | Our Friends in the North                                 | George "Geordie" Peacock               | Kịch truyền hình                                                   |
| 1997 | Obsession – Besessene Seelen                             | John McHale                            |                                                                    |
| 1997 | The Ice House                                            | D.S. Andy McLoughlin                   | Bí mật/Kịch truyền hình phỏng theo tiểu thuyết của Minette Walters |
| 1998 | Love Is the Devil: Study for a Portrait of Francis Bacon | George Dyer                            |                                                                    |
| 1998 | Love and Rage                                            | James Lynchehaun                       |                                                                    |
| 1998 | Elizabeth                                                | John Ballard                           |                                                                    |
| 1999 | The Trench                                               | Sgt. Telford Winter                    |                                                                    |
| 2000 | Some Voices                                              | Ray                                    |                                                                    |
| 2000 | Hotel Splendide                                          | Ronald Blanche                         |                                                                    |
| 2000 | I Dreamed of Africa                                      | Declan Fielding                        |                                                                    |
| 2001 | Lara Croft: Tomb Raider                                  | Alex West                              |                                                                    |
| 2001 | Sword of Honour                                          | Guy Crouchback                         |                                                                    |
| 2002 | Copenhagen                                               | Werner Heisenberg                      | Television drama, stage adaptation                                 |
| 2002 | Ten Minutes Older: The Cello                             | Cecil                                  |                                                                    |
| 2002 | Road to Perdition                                        | Connor Rooney                          |                                                                    |
| 2003 | Sylvia                                                   | Ted Hughes                             |                                                                    |
| 2003 | The Mother                                               | Darren                                 |                                                                    |
| 2004 | Layer Cake                                               | XXXX                                   |                                                                    |
| 2004 | Enduring Love                                            | Joe                                    |                                                                    |
| 2005 | Munich                                                   | Steve                                  |                                                                    |
| 2005 | Archangel                                                | Christopher Kelso                      | Television drama                                                   |
| 2005 | Fateless                                                 | American Soldier                       |                                                                    |
| 2005 | The Jacket                                               | Rudy Mackenzie                         |                                                                    |
| 2006 | Casino Royale                                            | James Bond/007                         | Đề cử: BAFTA Award cho Nam diễn viên xuất sắc nhất                 |
| 2006 | Renaissance                                              | Barthélémy Karas                       | Lồng tiếng                                                         |
| 2006 | Infamous                                                 | Perry Smith                            |                                                                    |
| 2007 | The Golden Compass                                       | Lord Asriel                            |                                                                    |
| 2007 | The Invasion                                             | Ben Driscoll                           |                                                                    |
| 2008 | Flashbacks of a Fool                                     | Joe Scot                               |                                                                    |
| 2008 | Quantum of Solace                                        | James Bond/007                         |                                                                    |
| 2008 | Defiance                                                 | Tuvia Bielski                          |                                                                    |
| 2010 | 007 Blood Stone                                          | James Bond/007                         | Lồng tiếng, trò chơi điện tử                                       |
| 2011 | Cowboys & Aliens                                         | Jake Lonergan                          | Đề cử—Scream Award for Best Science Fiction Actor                  |
| 2011 | Dream House                                              | Will Atenton/Peter Ward                |                                                                    |
| 2011 | The Adventures of Tintin                                 | Ivan Ivanovitch Sakharine/ Red Rackham |                                                                    |
| 2011 | The Girl with the Dragon Tattoo                          | Mikael Blomkvist                       | Đề cử—Empire Award for Best Actor                                  |
| 2012 | Skyfall                                                  | James Bond/007                         |                                                                    |
| 2013 | One Life                                                 | Narrator                               | Lồng tiếng                                                         |
| 2015 | Spectre                                                  | James Bond/007                         |                                                                    |
| 2015 | Star Wars: The Force Awakens                             | Stormtrooper                           |                                                                    |
| 2017 | Logan Lucky                                              | Joe Bang                               |                                                                    |
| 2017 | Kings                                                    | Ollie                                  |                                                                    |
| 2019 | Knives Out                                               | Benoit Blanc                           |                                                                    |
| 2021 | No Time to Die                                           | James Bond/007                         |                                                                    |
| 2022 | Glass Onion: A Knives Out Mystery                        | Benoit Blanc                           |                                                                    |